# عبدالمجید شجاع
سید عبدالمجید شجاع (زاده ۱۳۴۰ در دشتستان) نمایندهٔ حوزهٔ انتخابیهٔ دشتستان در دورهٔ هفتم مجلس شورای اسلامی بوده‌است.او از ٨ شهريور ماه ١٤٠١ به عنوان ،سرپرست مرکز حراست وزارت راه و شهرسازی مشغول به كار است.